# Сууре-Камб'я
Су́уре-Ка́мб'я (ест. Suure-Kambja küla) — село в Естонії, у волості Камб'я повіту Тартумаа.

## Населення
Чисельність населення на 31 грудня 2011 року становила 82 особи.

## Географія
Через населений пункт проходять автошляхи 2 (Таллінн — Тарту — Виру — Лугамаа), естонська частина європейського маршруту E263, та 22135 (Камб'я — Сірваку).